# Toros de Soledad
Los Toros de Soledad fue un equipo de béisbol que participó en la Liga Invernal Veracruzana con sede en Soledad de Doblado, Veracruz, México.

## Historia

### Inicios
Los Toros son uno de los equipos fundadores de la segunda etapa de la Liga Invernal Veracruzana en el año 2005, y desde su aparición en el circuito han tenido siempre buenas actuaciones, siendo uno de los equipos protagonistas en la liga.

### Actualidad
En la actualidad los Toros participan en la 2.ª etapa de la Liga Invernal Veracruzana, en donde en la actual temporada 2009-2010 quedaron en el quinto lugar del Standing Final bajo la dirección del mánager Salomé Barojas Romero.
En las semifinales, el equipo "choleño" quedó eliminado al caer ante los Brujos de Los Tuxtlas.

## Jugadores

### Roster actual
| Lanzadores: - 2 Alex Garrido - 6 Oswaldo Salazar Ramos - 17 Enrique Quintanilla - 19 Roberto Verdugo Zúñiga - 21 Arturo Ruiz Álvarez - 27 José Antonio Blanco Hernández - 35 Ricardo Cristian Guzmán - 42 José Cueto Payano - 45 Manuel Bernal - 47 Vinicio González Aguiar - 51 Luis Fernando Morales García - 52 José Manuel Villareal Longoria - 55 Adolfo García Layna - 56 Javier Cruz Ortiz - 57 Aarón Acosta Receptores: - 22 Othonniel Higuera Higuera - 24 Marco Antonio Rivera - 44 Rafel Camarero |  | Jugadores de Cuadro: - 4 Rayner José Laya - 7 José Pulido Villalvazo - 9 Iván Ortega Lozano - 13 Fausto Enrique López Murillo - 17 Abraham Valencia García - 18 Heriberto Salas Bojórquez - 28 Marco Antonio Patiño - 40 Roque Jacinto Sánchez Golib Jardineros: - 26 Rudy Héctor Pemberton - 32 Ramón Valdez - 33 José Oswaldo Graterol - 34 Sean Smith Cuerpo Técnico: - Mánager: Fernando Elizondo - Coach: César Díaz - Coach: Rolando Camarero - Coach: Javier Ocejo González - Coach: Rolando Camarero Jr. - Catcher de Bullpen: Rubén Espejo Sosa - Bat Boy: Arturo Cerino Soverano - Bat Boy: Francisco Candelario |